# Ortskapelle Leopoldsdorf

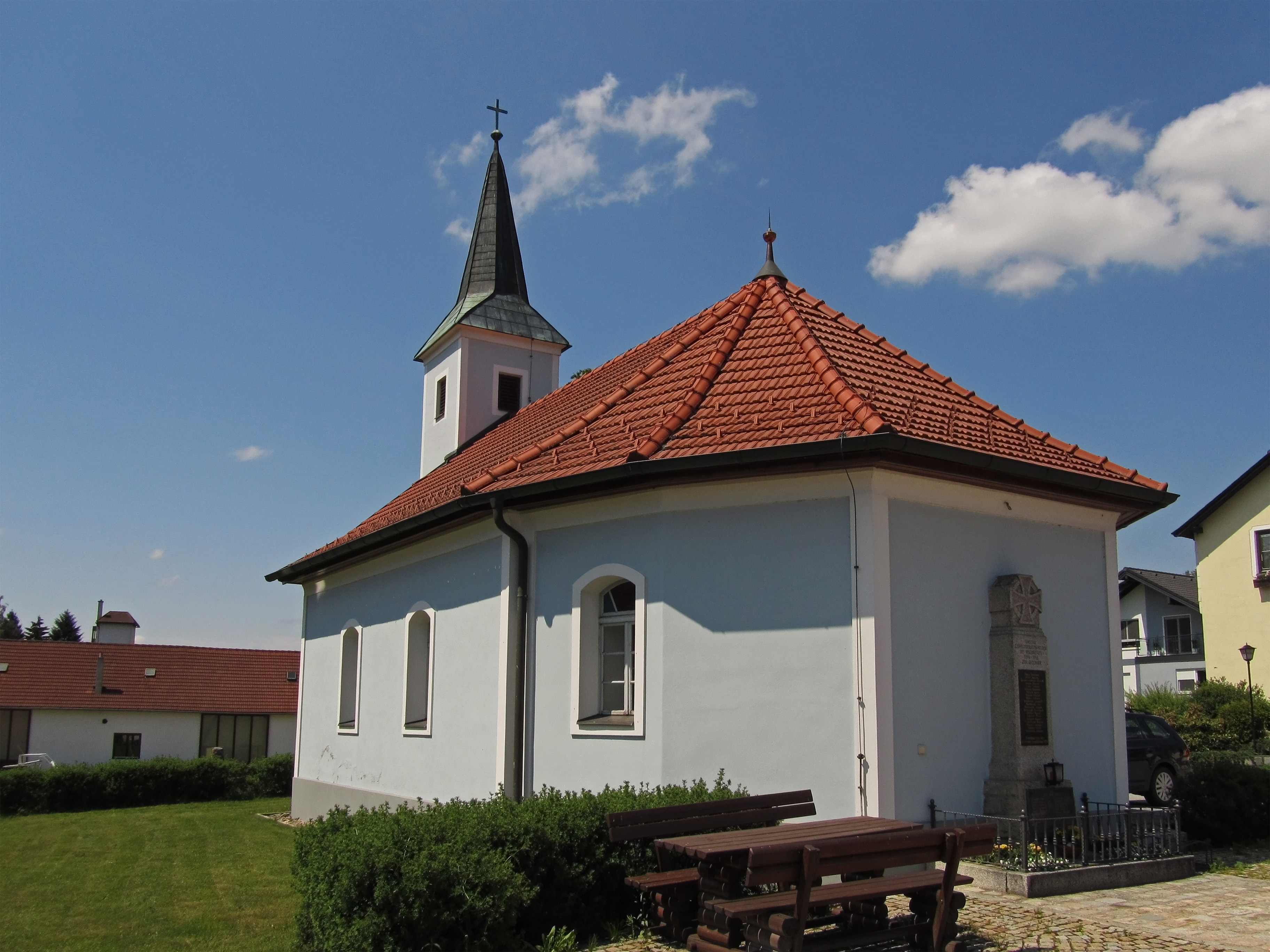
Katholische Ortskapelle Mariahilf in Leopoldsdorf

Die Ortskapelle Leopoldsdorf steht an der Durchgangsstraße in Leopoldsdorf in der Gemeinde Reingers im Bezirk Gmünd in Niederösterreich. Die auf das Fest Mariahilf geweihte römisch-katholische Kapelle gehört zum Dekanat Gmünd in der Diözese St. Pölten. Die Ortskapelle steht unter Denkmalschutz (Listeneintrag).

## Geschichte
Die Kapelle wurde 1877 erbaut.

## Architektur
Die Kapelle mit einem Dreiseitschluss hat einen Westturm mit einem Pyramidendach.
Das Kapelleninnere zeigt sich unter einer Flachdecke.

## Ausstattung
Der klassizistische marmorierte bogenartige Ädikulaaltar entstand im dritten Viertel des 19. Jahrhunderts.